# Duran Duran: Unstaged
Duran Duran: Unstaged è un film documentario del 2011 diretto da David Lynch.
Si tratta di un documentario musicale con protagonista la band dei Duran Duran.

## Distribuzione
È stato proiettato nei cinema in Italia solo per tre giorni: tra il 21 e il 23 luglio 2014.